# Breuil (Somme)
Breuil település Franciaországban, Somme megyében. Lakosainak száma 45 fő (2022. január 1.). Breuil Buverchy, Hombleux, Languevoisin-Quiquery és Moyencourt községekkel határos.

## Népesség
A település népességének változása:
| Lakosok száma | 56   | 50   | 47   | 46   | 44   | 43   | 44   | 44   | 45   |
|               | 2013 | 2015 | 2016 | 2017 | 2018 | 2019 | 2020 | 2021 | 2022 |